# Black Dog (電視劇)
《Black Dog》（韓語：블랙독），為韓國tvN於2019年12月16日起播出的月火連續劇，由《38師機動隊》的黃俊赫導演與《Drama Stage－做最後一餐飯的女人》的朴周妍作家合作打造。此劇講述一個背負空降之名進入私立大峙高中任教的合約制老師，為了成為「真正的老師」而堅持在私立學校這個充滿硝煙的戰場上奮鬥的故事。
台灣由愛奇藝台灣站自2019年12月17日起每週二、三獨家播出。

## 演員陣容

### 主要人物
| 演員                    | 角色   | 介紹 | 粵語配音                |
| 徐玄振                  | 高荷娜 | 1991年12月16日生。在競爭激烈的私立高中、沒有資歷的新人老師，因受到了曾拯救過她的老師的影響，而成為老師，在遇到各種問題後經歷特別的成長期。最終在第二次正式老師徵考考上了公立高中的正式老師而離開大峙高中，但仍與都連友與裴明秀老師有聯絡，在一次聚會重逢一年不見的朴成順老師。在最終找到一直以來在尋找金老師身為老師的答案。 | 馮詠恩                  |
| 羅美蘭 （少年：趙英善） | 朴成順 | 1979年5月1日生。學校升學部部長，傳說中的工作狂，展現典型女強人的氣魄，為了學生不顧一切的熱血老師，在學生面前是毫不遜色於藝人的「瘋狗」。因為老公要外派出國到越南，所以申請了一年的留職停薪，最終再次回到大峙高中任職。 | 黃鳳英 （少年：莊巧兒） |
| 河俊                    | 都連友 | 1991年4月8日生。人氣第一的升學部語文老師，因學生的拜託就會充滿熱情的他，同時也是一位理想主義者，受到學生和家長們的青睞。最終在朴成順組長留職停薪、高荷娜考上公立高中正式老師離開學校後，仍留在升學組，與裴明秀一起支撐著升學組。                                                                                             | 梁皓翔                  |
| 李昌勋                  | 裴明秀 | 生物科及升學部教師，愛嘮叨，而且與成順很合得來，是升學部的氣氛製造者。雖然當教師已經7年了，但是仍因學校在過去四年為節省預算沒有招聘新老師，而成為男教師中年輕的一群。在朴成順組長留職停薪後，成為升學創新組的組長，最終愛情事業兩得意。                                                                                      | 周倚天                  |

### 荷娜周邊人物
| 演員   | 角色   | 介紹 | 粵語配音 |
| 太仁鎬 | 金英河 | 已去世的約聘教師。表面看來他對學生沒有感情，其實他是一個比誰都愛學生的理想教師，但因為不知道自己何時會被解僱，所以沒能向學生們表露自己的心意。他是一名合約教師的事實，不僅是學生，連媽媽和妻子都不知道。 | 李家傑   |
| 李恆娜 | 宋英淑 | 麵店老闆，英河的妻子，與荷娜至今保持着親密的關係，因荷娜的陪伴過才慢慢走出喪夫之痛，把荷娜當成自己的女兒看待。                                                                                           | 梁佩瑤   |
| 金正英 | 文少女 | 荷娜的媽媽，秀浩的姐姐。她總是為過去經歷痛苦的女兒感到難過，無論如何都會努力幫助她。 | 黃鳳兒   |
| 孟床訓 | 高成哲 | 荷娜的爸爸，經營一家洗衣店，總是在荷娜背後默默支持他。 | 何家裕   |

### 大峙高中老師
| 演員   | 角色   | 介紹 | 粵語配音 |
| 鄭海均 | 文秀浩 | 教務部長及物理科教師，荷娜的舅舅。他不善於談論自己，很難令人瞭解他的真實想法，因此在同事之間他被稱為「可疑的人」。他根據上級指示和自己的意志，獨自追蹤在教師論壇惡意散佈校內傳聞的人。 | 陳冠宏   |
| 朴智煥 | 宋英泰 | 三年級學部部長及物理科教師，與成順已有多年恩怨，但是在成順面前卻不敢逆她的意。因此，有時會成順不在的時候攻擊升學部。                                                                   | 李家傑   |
| 劉旻奎 | 池海元 | 1991年8月18日生。三年級學部韓國語約聘教師，在大峙高中出身回到母校任教六年，被視為第一名成為正式老師的人選。                                                                            | 李震權   |
| 趙善珠 | 金伊芬 | 韓國語科及教務部教師。在大峙高中的老師，除了連友以外，沒有人不曾被她欺負過。 | 程文意   |
| 許泰熙 | 河秀賢 | 三年級學部韓國語教師，與英泰關係很好。他的教學能力和行政處理工作很好，自己也夢想當個管理人員，但現在還是年輕教師，處理事情還有些不成熟。                                               | 陳健豪   |
| 藝秀晶 | 尹汝花 | 前途部長，離退休還有一年的老教師，任教非主流科目和冷門科目的前途科目。她比任何人都為學生着想，但隨着年齡的增長，與學生的溝通越來越困難。                                               | 姜麗儀   |
| 權素賢 | 宋智善 | 韓國語科及課後部教師，新來的課後部約聘教師。她是唯一信任荷娜的人，但由於連串事件而離開學校。                                                                                           | 施妙珍   |
| 金炳春 | 朴英石 | 三年級學部韓國語教師。 | 陳力航   |
| 張多京 | 沈基周 | 行政部老師。 | 莊巧兒   |

### 大峙高中其他人物
| 演員   | 角色                          | 介紹 | 粵語配音 |
| 金洪發 | 卞成柱                        | 校長，隨着前校長的兒子因任人腐敗事件被趕下臺而成為校長。因為是艱難爬上的職位，所以為了提升學校的名聲，全體教師都叫苦不堪。但現實是，周圍的學生根本不考慮大峙高中。             | 李建良   |
| 李允熙 | 李勝卓                        | 校監，學校永遠的二把手。自從當了教導主任後就變得意志消沉，成了雞肋。上面是理事長和校長，下面是看普通教師們的眼色，總是提心吊膽、戰戰兢兢。                                     | 周鑫霆   |
| 林賢成 | 柳在浩                        | 行政室長，張熙秀的舅舅。理事長的姪子。 | 何家裕   |
| 朴志勳 | 具在賢                        | 2001年8月12日生。荷娜任教班別的學生。雖然家裏還算富裕，但父親的過分關注和給予壓力，令反抗之心日益積累。                                                                        | 孫國統   |
| 李銀泉 | 陳宥娜                        | 2001年3月18日生。荷娜任教班別的學生。她的學習成績很好，是全校第一、二名，因此進入深化班學習。但是與住在大峙洞的其他學生相比，家庭經濟條件不足是其缺點。                        | 莫曉晴   |
| 鄭澤玄 | 黃寶佟                        | 荷娜當第二年代理教師時任教班別的學生。平時以外送維生。因父母疏於管教，將所有依賴都投注在老師身上，但因與高一時的班主任朴成順有一連串的誤會，對於家庭、學校，乃至生命感到絕望。 | 潘昀雋   |
| 禹美花 | 韓在熙                        | 創意體驗部長及數學教師。除了教務部長和升學部長外，她曾擔任了其他部門的部長。雖然在校內政治鬥爭中被排擠，暫時被降職為創體部長，但虎視眈眈地想着重新坐上教務部長的位置。         | 黃鳳儿   |
| 李彰元 | 孫東河                        | 課後部長及地理老師，與成順同年進入大峙高中，一起經歷了艱難的事情，積累了戰友之間的情誼。                                                                                       | 何家裕   |
| 金勝勳 | 車太浩                        | 情報部長及數學老師。從第一日進入大峙高中開始，他便接受成順和東河的教導，非常聽從兩位前輩的教誨。                                                                               | 盧澤民   |
| 安相恩 | 張熙秀（香港Now譯為“張希秀”） | 英語科代理教師，行政室長的外甥女。常與其他兩個代理老師對高荷娜言語霸凌。 | 成樂怡   |

### 其他人物
| 演員   | 角色                   | 介紹                                                   | 粵語配音 |
| 白恩惠 | 宋燦熙                 | 韓國大學入學負責人，曾在大峙高中擔任韓國語科代理教師。 | 梁佩瑤   |
| 魯康敏 | 呂河朗(港版：余河朗)   | 朴成順的兒子。                                         | 成樂怡   |
| 金學善 | 呂世昌（港版：余世昌） | 朴成順的丈夫。                                         | 周鑫霆   |
| 徐正妍 |                        | 家長。                                                 | 黃鳳兒   |
| 李正勳 |                        | 具在賢的父親。                                         | 陳健豪   |
| 趙英鎮 |                        | 黃普通的父親。                                         | 陳力航   |
| 徐慧珍 |                        | 河朗的班主任。                                         | 施妙珍   |
| 安秀彬 |                        | 荷娜的朋友。                                           | 莊巧兒   |

## 原聲帶
- Part.1（發行日期：2019年12月24日）

| 曲序 | 曲目                   | 演唱                   | 时长 |
| ---- | ---------------------- | ---------------------- | ---- |
| 1.   | In My Shadow（그림자） | Kim Bo Hyung（김보형） | 4:22 |
| 2.   | In My Shadow（Inst.）  |                        | 4:22 |

- Part.2（發行日期：2019年12月31日）

| 曲序 | 曲目               | 演唱             | 时长 |
| ---- | ------------------ | ---------------- | ---- |
| 1.   | Moonlight          | Sondia（손디아） | 3:39 |
| 2.   | Moonlight（Inst.） |                  | 3:39 |

- Part.3（發行日期：2020年1月13日）

| 曲序 | 曲目             | 演唱          | 时长 |
| ---- | ---------------- | ------------- | ---- |
| 1.   | Horizon          | KLANG（클랑） | 4:14 |
| 2.   | Horizon（Inst.） |               | 4:14 |

- Part.4（發行日期：2020年1月28日）

| 曲序 | 曲目                           | 演唱            | 时长 |
| ---- | ------------------------------ | --------------- | ---- |
| 1.   | Love Yourself（너에게 말해줘） | MIN SEO（민서） | 4:10 |
| 2.   | Love Yourself（Inst.）         |                 | 4:10 |

## 收視率
| 集數       | 播出日期   | AGB收視率        | AGB收視率      |
| 集數       | 播出日期   | 大韓民國（全國） | 首爾（首都圈） |
| ---------- | ---------- | ---------------- | -------------- |
| 1          | 2019/12/16 | 3.331%           | 3.574%         |
| 2          | 2019/12/17 | 4.412%           | 5.064%         |
| 3          | 2019/12/23 | 4.411%           | 5.212%         |
| 4          | 2019/12/24 | 4.349%           | 4.834%         |
| 5          | 2019/12/30 | 5.483%           | 6.004%         |
| 6          | 2019/12/31 | 4.732%           | 5.126%         |
| 7          | 2020/01/06 | 4.797%           | 4.848%         |
| 8          | 2020/01/07 | 5.055%           | 5.352%         |
| 9          | 2020/01/13 | 4.393%           | 4.941%         |
| 10         | 2020/01/14 | 4.339%           | 4.457%         |
| 11         | 2020/01/20 | 4.492%           | 4.744%         |
| 12         | 2020/01/21 | 5.085%           | 5.563%         |
| 13         | 2020/01/27 | 3.983%           | 4.026%         |
| 14         | 2020/01/28 | 4.428%           | 4.662%         |
| 15         | 2020/02/03 | 4.110%           | 4.261%         |
| 16         | 2020/02/04 | 4.658%           | 4.647%         |
| 平均收視率 | 平均收視率 | 4.504%           | 4.832%         |

- 收視最低的集數以藍色表示，收視最高的集數以紅色表示，而空格則表示該集的收視沒有相關數據。

## 同時段作品
- SBS 月火連續劇：《V.I.P》、《浪漫醫生金師傅2》
- JTBC 月火連續劇：《檢察官內傳》

## 外部連結
- 韓國tvN官方網站（页面存档备份，存于）
- Black Dog-DAUM （页面存档备份，存于）
- 在Netflix上觀看《Black Dog》

| tvN 月火劇                                   | tvN 月火劇                             | tvN 月火劇 |
| -------------------------------------------- | -------------------------------------- | ---------- |
|                                              | （2019年12月16日 – 2020年2月4日）      |            |
| 抓住幽靈 （2019年10月21日 – 2019年12月10日） | 謗法 （2020年2月10日 – 2020年3月17日） |            |

| 印度尼西亞 tvN Asia 星期二、三 20:50 - 22:05 | 印度尼西亞 tvN Asia 星期二、三 20:50 - 22:05 | 印度尼西亞 tvN Asia 星期二、三 20:50 - 22:05 |
| -------------------------------------------- | -------------------------------------------- | -------------------------------------------- |
|                                              | （2019年12月17日 – 2020年2月5日）            |                                              |
| 抓住幽靈 （2019年10月22日 – 2019年12月11日） | 方法 （2020年2月11日 – 2020年3月18日）       |                                              |

| 香港 Now劇集台 星期一至五 21:00 - 22:00          | 香港 Now劇集台 星期一至五 21:00 - 22:00               | 香港 Now劇集台 星期一至五 21:00 - 22:00 |
| ------------------------------------------------ | ----------------------------------------------------- | --------------------------------------- |
|                                                  | Black Dog （2020年9月14日 - 2020年10月20日）          |                                         |
| 意外發現的一天 （2020年8月12日 - 2020年9月11日） | The Game：朝著0點 （2020年10月21日 - 2020年11月19日） |                                         |